# 대한브레이킹경기연맹
대한브레이킹경기연맹(大韓브레이킹競技聯盟, Korea Breaking Federation, KBF)은 대한민국댄스스포츠연맹(大韓民國댄스스포츠聯盟, Korean Federation of DanceSport, KFD)의 제휴 단체이다. 

## 같이 보기
- 대한민국댄스스포츠연맹
- 한국프로댄스스포츠연맹